# Szumátrai muntyákszarvas
A szumátrai muntyákszarvas (Muntiacus montanus) az emlősök (Mammalia) osztályának párosujjú patások (Artiodactyla) rendjébe, ezen belül a szarvasfélék (Cervidae) családjába és a szarvasformák (Cervinae) alcsaládjába tartozó faj.

## Rendszertani besorolása
Ezt a muntyákszarvast korábban az indiai muntyákszarvas (Muntiacus muntjak) alfajának vélték, Muntiacus muntjak montanus név alatt.

## Előfordulása
A szumátrai muntyákszarvas előfordulási területe az indonéziai Szumátra nevű sziget.
Az állatot 1914-ben fedezték fel, de 1930-tól egészen 2002-ig egy példánya sem került szem elé. Aztán 2002-ben, a Kerinci Seblat Nemzeti Parkban hurokra akadt egy példány, de szabadon eresztették. Később még két egyedet sikerült lefényképezni ebben a nemzeti parkban.
Mivel igen keveset tudunk erről a muntyákszarvasról, a Természetvédelmi Világszövetség (IUCN) adathiányosként kezeli. Az is meglehet, hogy egyes megfigyelt indiai muntyákszarvasok valójában Muntiacus montanusok voltak.

## Megjelenése
Ez az állat körülbelül akkora, mint egy nagyobb kutya.

## Fordítás
- Ez a szócikk részben vagy egészben  a   Sumatran muntjac című angol Wikipédia-szócikk ezen változatának fordításán alapul.  Az eredeti cikk szerkesztőit annak laptörténete sorolja fel. Ez a jelzés csupán a megfogalmazás eredetét és a szerzői jogokat jelzi, nem szolgál a cikkben szereplő információk forrásmegjelöléseként.